# 代脈
『代脈』（だいみゃく）は、古典落語の演目。
見習い同然の医師を主人公として、『青菜』や『新聞記事』と同じく、教えられたとおりに実践しようとし、結局ハチャメチャにしてしまう。武藤禎夫は「笑いの多い、賑やかな話である」と評している。
医者が診察の際に若い女性の放屁をあえて知らぬ振りをする（落語ではそれに失敗する）部分は、元禄10年（1697年）に出版された笑話本『露鹿懸合咄』の一編である「祝言前書」にある（曲直瀬道三が機転を利かせた逸話として掲載）。また、医者の内弟子が代参して往診先に着いた際に普段の玄関番の癖で返事をしてしまう、という下りは安永2年（1773年）の『聞上手』二篇収録の「代脈」に見える。
主な演者には、6代目 三遊亭圓生や3代目 古今亭志ん朝、3代目 桃月庵白酒、上方では6代目 笑福亭松鶴や3代目 笑福亭仁鶴などがいる。

## あらすじ
主人公は、江戸は中橋に住む名医、尾台良玄の内弟子で銀南という男。幼少時は利発だったが、大人になった今は単なる「色ボケ」であり、頭も鈍くなってきたため玄関番しか勤まらない。先生も見かね、何とか一人前に育てようと、銀南に「代脈」に行くように命じた。
「ダイミャクぅ？」
医者の代わりの弟子が診療に行き、脈を取ってきて先生に報告する…ということなのだが、当然、銀南には分からない。患者は蔵前の伊勢屋という豪商であり、銀南が失敗したらそのまま失業しかねない。
「いいか、御嬢さんのおなかにシコリがあるが、こいつは決して触ってはならない。…というのはな、このシコリを触るとオナラが出るんだよ。もし間違って触ったら、こう言ってごまかすように。『この頃は、のぼせの加減で耳が遠くなっております。おっしゃりたいことがありましたら、ちと大声でお願いします』」
先生は、銀南に医者の心得から返事の仕方まで教え、少しでも箔をつけようと駕籠に乗せて送り出した。
「やっとお医者さんみたいなことができるなぁ」
大喜びしている銀南を乗せ、駕籠は蔵前へと到着した。
「若先生、お待ちしていました！」
伊勢屋総出のお出迎えに、びっくりした銀南はつい何時もの調子で「へいへーい！」と答えてしまう。あわてて「はいはい」と言い直した。
「そんなにそっくり返って、若先生、具合でもお悪いのでしょうか？」
座敷に上がっても、先生が言っていた「羊羹なんかが出てきても、食べ飽きたふりをして手を出すな」という言葉がちらついて涙ぐむなど銀南の暴走は止まらない。やっと病間へやってきたが、お嬢さんと猫の前足を取り違えて診察したりするため、番頭もだんだん不安になってきた。
「若先生、大丈夫でしょうか？」
「大丈夫ですよ。まず脈を見て…エヘヘ、キチンと生きていますね。次はおなかを…ん？　これがシコリか。どれどれ…？」
止せばいいのにグッと押したものだから、たちまちものすごい音が響き渡った。
「ア…ヒャ…！！　お、奥さん、何かあったら大声でおっしゃってください。最近、のぼせの加減で耳が遠くなっておりますので…」
「ホゥ、大先生もそのようなことを仰ってましたが、若先生ものぼせでございますか？」
「ええ。ですから、さっきのオナラも聞こえませんでした！」